# Gleitschirm-Schweizermeisterschaft
Die Gleitschirm-Schweizermeisterschaften ermitteln die jeweils besten Piloten und Pilotinnen der Schweiz im Streckenfliegen. Dabei gibt es neben der nationalen Wertung auch eine internationale Wertung. Es kann aber nur ein Pilot mit einer Schweizer Lizenz den Titel erringen.

## Ergebnisse
| Jahr |        | Sieger                  | Zweiter                | Dritter                 |
| ---- | ------ | ----------------------- | ---------------------- | ----------------------- |
| 2003 |        | Alex Hofer              | Steve Cox              | Stefan Wyss             |
| 2003 |        | Nicole Nussbaum         | Caroll Licini          | Elisabeth Rauchenberger |
| 2004 |        | Chrigel Maurer          | Alex Hofer             | Mathias Roten           |
| 2004 |        | Elisabeth Rauchenberger | Karin Appenzeller      | Caroll Licini           |
| 2005 |        | Stephan Morgenthaler    | Steve Cox              | Chrigel Maurer          |
| 2005 |        | Wibke Apholt            | Cornelia Voigt         | Elisabeth Rauchenberger |
| 2006 |        | Chrigel Maurer          | Stephan Morgenthaler   | Steve Cox               |
| 2006 |        | Karin Appenzeller       | Anja Kroll             | Naomi Ventura           |
| 2007 |        | Andy Aebi               | Chrigel Maurer         | Stefan Wyss             |
| 2007 |        | Anja Kroll              | Karin Maurer           | Cornelia Voigt          |
| 2008 |        | Andy Aebi               | Chrigel Maurer         | Michael Sigel           |
| 2008 |        | Anja Kroll              | Susanne Wyss           | Regula Strasser         |
| 2009 |        | Stefan Wyss             | Peter Neuenschwander   | Michael Sigel           |
| 2009 |        | Anja Kroll              | Regula Strasser        | Daniela Hofer           |
| 2010 |        | Steve Cox               | Michael Witschi        | Stephan Morgenthaler    |
| 2010 |        | Regula Strasser         | Nanda Walliser         | Daniela Hofer           |
| 2011 | [ 2 ]  | Stefan Wyss             | Peter Neuenschwander   | Michael Küffer          |
| 2011 | [ 3 ]  | Regula Strasser         | Emanuelle Guglielmetti | Daniela Hofer           |
| 2012 |        | Stefan Wyss             | Peter Neuenschwander   | Michael Witschi         |
| 2012 |        | Regula Strasser         | Nanda Walliser         | Daniela Iseli           |
| 2013 |        | Chrigel Maurer          | Adrian Hachen          | Michael Maurer          |
| 2013 |        | Regula Strasser         | Nanda Walliser         | Gabriela Mettler        |
| 2014 |        | Stephan Morgenthaler    | Alfredo Studer         | Chrigel Maurer          |
| 2014 |        | Emanuelle Zufferey      | Nanda Walliser         | Gabriela Mettler        |
| 2015 |        | Stefan Wyss             | Stephan Morgenthaler   | Urs Schönauer           |
| 2015 |        | Emanuelle Zufferey      | Yael Margelisch        | Daniela Iseli           |
| 2016 |        | Michael Maurer          | Stephan Morgenthaler   | Urs Schönauer           |
| 2016 |        | Nanda Walliser          | Emanuelle Zufferey     | Gabriela Mettler        |
| 2017 | [ 4 ]  | Stephan Morgenthaler    | Stefan Wyss            | Michael Maurer          |
| 2017 | [ 5 ]  | Nanda Walliser          | Emanuelle Zufferey     | Yael Margelisch         |
| 2018 | [ 6 ]  | Stephan Morgenthaler    | Michael Maurer         | Tim Bollinger           |
| 2018 | [ 7 ]  | Yael Margelisch         | Nanda Walliser         | Gabriela Mettler        |
| 2019 | [ 8 ]  | Michael Maurer          | Andreas Nyffenegger    | Adrian Hachen           |
| 2019 | [ 9 ]  | Nanda Walliser          | Emanuelle Zufferey     | Gabriela Mettler        |
| 2020 | [ 10 ] | Tim Bollinger           | Andreas Nyffenegger    | Adrian Hachen           |
| 2020 | [ 11 ] | Emanuelle Zufferey      | Nanda Walliser         | Manuela Pfrunder        |
| 2021 | [ 12 ] | Chrigel Maurer          | Stephan Morgenthaler   | Patrick von Känel       |
| 2021 | [ 13 ] | Nanda Walliser          | Emanuelle Zufferey     | Fabienne Schrader       |
| 2022 |        | Tim Bollinger           | Dominik Breitinger     | Stephan Morgenthaler    |
| 2022 |        | Yael Margelisch         | Emanuelle Zufferey     | Viera Schwery           |
| 2023 |        | Alfredo Studer          | Chrigel Maurer         | Dominik Breitinger      |
| 2023 |        | Carrie Thomas           | Sarah Zimmermann       | Manuela Pfrunder        |
| 2024 |        | Jérôme Kägi             | Stephan Morgenthaler   | Steve Cox               |
| 2024 |        | Sarah Zimmermann        | Manuela Pfrunder       | Corina Heldstab         |